# Podkomorské lesy
Podkomorské lesy este o arie protejată (arie specială de conservare — SAC, sit de importanță comunitară — SCI) din Republica Cehă întinsă pe o suprafață de 567,06 ha, integral pe uscat.

## Localizare
Centrul sitului Podkomorské lesy este situat la coordonatele 49°15′55″N 16°28′25″E / 49.265278°N 16.473611°E.

## Înființare
Situl Podkomorské lesy a fost declarat sit de importanță comunitară în aprilie 2005 pentru a proteja 1 specie de animale. Situl a fost protejat și ca arie specială de conservare în iulie 2018.

## Biodiversitate
Situată în ecoregiunea continentală, aria protejată nu include niciun habitat protejat.
La baza desemnării sitului se află o specie protejată de  nevertebrate: rădașcă (Lucanus cervus).